# Rio Blanco County
Rio Blanco County is een county in de Amerikaanse staat Colorado.
De county heeft een landoppervlakte van 8.342 km² en telt 5.986 inwoners (volkstelling 2000). De hoofdplaats is Meeker.

## Bevolkingsontwikkeling

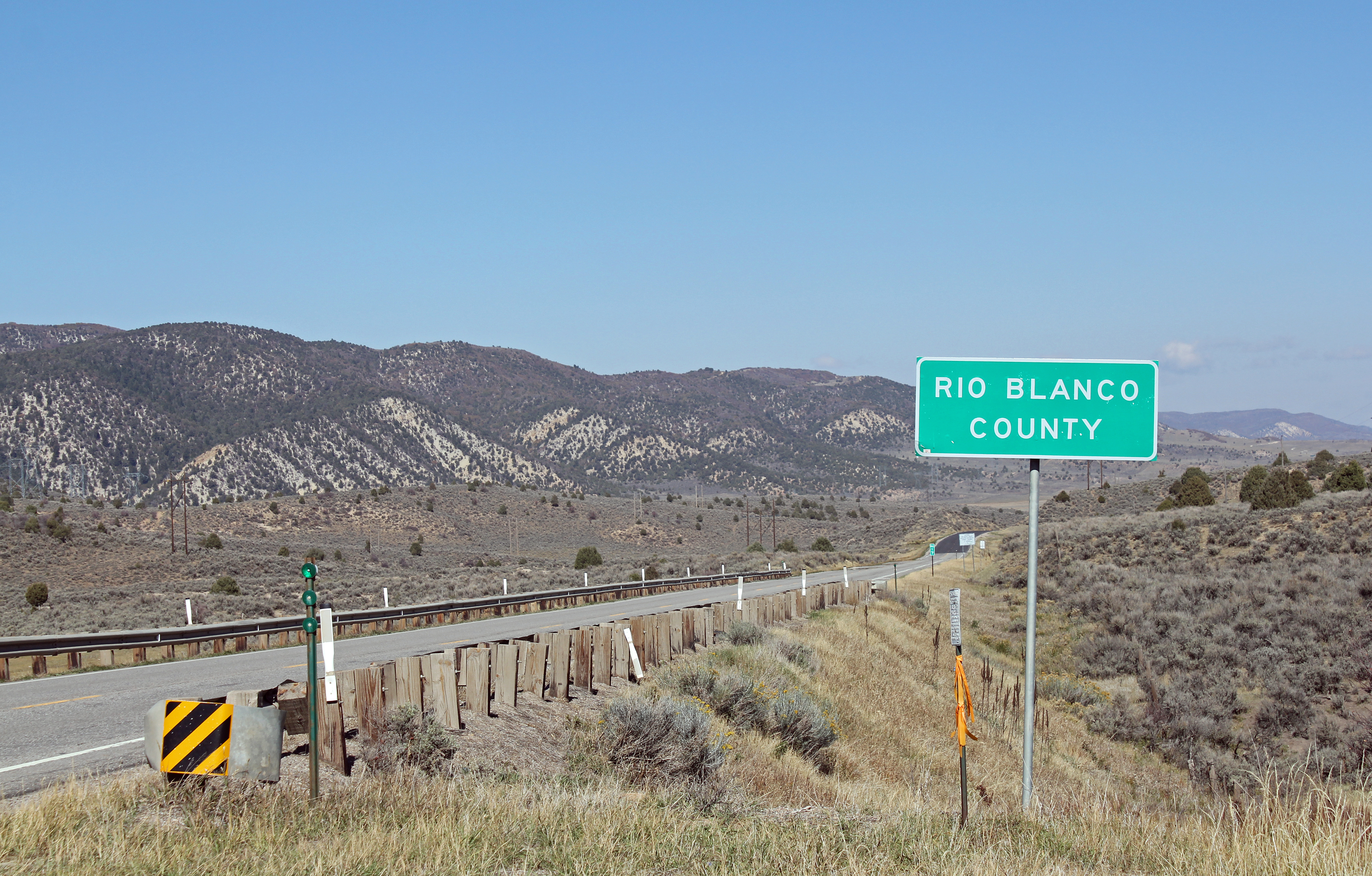
Rio Blanco County